# SN 2006gz
SN 2006gz – supernowa typu Ia odkryta 11 października 2006 roku w galaktyce IC1277. Jej maksymalna jasność wynosiła 16,60m.